# Championnat de Suisse de hockey sur glace junior
La ligue Juniors Élites est la meilleure catégorie de jeu pour les jeunes joueurs en Suisse. Elle est formée de deux niveaux, les Juniors Élites A et B, et regroupe les équipes des moins de 20 ans des principaux clubs suisses.
Les équipes doivent répondre, depuis la saison 2007-2008, à de nombreux critères pour pouvoir accéder aux Juniors Élites A, notamment avoir un entraîneur en chef professionnel.

## Modes de championnat
(avril 2023).

### Juniors Élites A
Le championnat se composent de 13 équipes. Chacune affronte quatre fois les onze autres formations, ce qui donne un total de 44 matchs joué par équipe.
Les play-off se disputent alors au meilleur des cinq matchs, la meilleure formation selon le classement recevant la moins bonne et ainsi de suite. La finale se dispute au meilleur des trois rencontres, alors qu'une finale pour la 3e place a lieu, sur un match. En parallèle, les quatre perdants des quarts de finale se disputent les places finales 5 à 8, alors que les équipes non qualifiées pour les séries éliminatoires se départagent pour les rangs 9 à 12 en partant avec la moitié des points de la saison régulière.

### Juniors Élites B
Le championnat comprend, lui, 14 formations. Les équipes se rencontrent trois fois chacune, ce qui implique un total de 39 rencontres par club. Les huit meilleures se disputent le titre en trois rondes de play-off, à chaque fois au meilleur des cinq matchs. Les formations classées aux places 9 à 14 jouent deux fois l'une contre l'autre.

### Barrage de promotion/relégation Élites A/Élites B
La finale de promotion/relégation se joue entre le 12e des Juniors Élites A et le champion des Élites B, si une équipe Élites B souhaite accéder à la catégorie supérieure et remplit les critères.

## Équipes 2022-2023
| - HC Ambrì-Piotta - CP Berne Future - HC Bienne Spirit - HC Davos - Fribourg-Gottéron Young Dragons - GCK Lions - Genève Futur Hockey - EHC Kloten - LHC Academy - HC Lugano - SC Rapperswil-Jona Lakers (P) - SCL Young Tigers - EV Zoug (T) | - HC Ajoie - HC Bâle Nachwuchs - EHC Bülach - HC La Chaux-de-Fonds - HC Coire Capricorns - HC Dragon Thun - Hockey Innerschwyz - EHC SenSee Future (P) - HCT Young Lions - HC Valais-Chablais Futur - Valais/Wallis Future - EHC Winterthour - ZSC Lions |

## Palmarès

### Par édition
| Année | Juniors Élites A         | Juniors Élites B              |
| ----- | ------------------------ | ----------------------------- |
| 1960  | Grasshopper Club Zurich  |                               |
| 1961  | EHC Kloten               |                               |
| 1962  | HC La Chaux-de-Fonds (1) |                               |
| 1963  | HC Viège (1)             |                               |
| 1964  | EHC Kloten               |                               |
| 1965  | HC Sierre (1)            |                               |
| 1966  | SC Langnau               |                               |
| 1967  | EHC Kloten               |                               |
| 1968  | CP Berne                 |                               |
| 1969  | HC Coire                 |                               |
| 1970  | EHC Kloten               |                               |
| 1971  | EHC Kloten               |                               |
| 1972  | HC Bienne (1)            |                               |
| 1973  | SC Langnau               |                               |
| 1974  | EHC Kloten               |                               |
| 1975  | EHC Kloten               |                               |
| 1976  | EHC Kloten               |                               |
| 1977  | HC Davos                 |                               |
| 1978  | EHC Kloten               |                               |
| 1979  | EHC Kloten               |                               |
| 1980  | EHC Kloten               |                               |
| 1981  | HC Arosa (1)             |                               |
| 1982  | EHC Kloten               |                               |
| 1983  | HC Davos                 |                               |
| 1984  | CP Berne                 |                               |
| 1985  | SC Langnau               |                               |
| 1986  | EHC Kloten               |                               |
| 1987  | EHC Kloten               |                               |
| 1988  | SC Langnau               |                               |
| 1989  | SC Langnau (5)           |                               |
| 1990  | HC Coire (2)             |                               |
| 1991  | EHC Kloten               |                               |
| 1992  | EHC Kloten               |                               |
| 1993  | EHC Kloten               |                               |
| 1994  | EV Zoug                  |                               |
| 1995  | HC Davos                 |                               |
| 1996  | HC Ambrì-Piotta (1)      |                               |
| 1997  | HC Davos                 |                               |
| 1998  | HC Lugano (1)            |                               |
| 1999  | EHC Kloten               |                               |
| 2000  | HC Davos                 |                               |
| 2001  | HC Davos (6)             |                               |
| 2002  | Kloten Flyers            |                               |
| 2003  | EV Zoug                  |                               |
| 2004  | EV Zoug                  | HC Thurgovie (1)              |
| 2005  | CP Berne                 | ZSC Lions                     |
| 2006  | Kloten Flyers (20)       | HC La Chaux-de-Fonds          |
| 2007  | GCK Lions                | Lausanne HC (1)               |
| 2008  | GCK Lions                | HC Bienne                     |
| 2009  | CP Berne                 | HC Bienne (2)                 |
| 2010  | GCK Lions                | HC Viège                      |
| 2011  | GCK Lions                | ZSC Lions                     |
| 2012  | GCK Lions                | ZSC Lions                     |
| 2013  | GCK Lions                | HC Ajoie (1)                  |
| 2014  | CP Berne                 | ZSC Lions                     |
| 2015  | GCK Lions                | ZSC Lions                     |
| 2016  | CP Berne (6)             | HC La Chaux-de-Fonds (2)      |
| 2017  | GCK Lions                | SC Rapperswil-Jona Lakers     |
| 2018  | Genève Futur Hockey      | SC Rapperswil-Jona Lakers     |
| 2019  | Genève Futur Hockey (2)  | SC Rapperswil-Jona Lakers     |
| 2020  | Aucun vainqueur          | SC Rapperswil-Jona Lakers     |
| 2021  | EV Zoug                  | Aucun vainqueur               |
| 2022  | EV Zoug                  | SC Rapperswil-Jona Lakers (5) |
| 2023  | GCK Lions (10)           | Valais/Wallis Future (2)      |
| 2024  | EV Zoug (6)              | ZSC Lions (6)                 |

### Tableau récapitulatif des champions
| Titres | Équipe               | Dernier titre |
| ------ | -------------------- | ------------- |
| 20     | EHC Kloten           | 2006          |
| 10     | GCK Lions GC Zurich  | 2023          |
| 6      | EV Zoug              | 2024          |
| 6      | CP Berne             | 2016          |
| 6      | HC Davos             | 2001          |
| 5      | SC Langnau Tigers    | 1989          |
| 2      | Genève Futur Hockey  | 2019          |
| 2      | HC Coire             | 1990          |
| 1      | HC Lugano            | 1998          |
| 1      | HC Ambrì-Piotta      | 1996          |
| 1      | HC Arosa             | 1981          |
| 1      | HC Bienne            | 1972          |
| 1      | HC Sierre            | 1965          |
| 1      | HC Viège             | 1963          |
| 1      | HC La Chaux-de-Fonds | 1962          |

| Titres | Équipe                        | Dernier titre |
| ------ | ----------------------------- | ------------- |
| 6      | ZSC Lions                     | 2024          |
| 5      | SC Rapperswil-Jona Lakers     | 2022          |
| 2      | Valais/Wallis Future HC Viège | 2023          |
| 2      | HC La Chaux-de-Fonds          | 2016          |
| 2      | HC Bienne                     | 2009          |
| 1      | HC Ajoie                      | 2013          |
| 1      | Lausanne HC                   | 2007          |
| 1      | HC Thurgovie                  | 2004          |